# Peacham
Peacham – miasto w Stanach Zjednoczonych, w stanie Vermont, w hrabstwie Caledonia.